# Odontomastax poultoni
Odontomastax poultoni är en insektsart som först beskrevs av Bolívar, C. 1931.  Odontomastax poultoni ingår i släktet Odontomastax och familjen Chorotypidae. Inga underarter finns listade i Catalogue of Life.